# Economia da Jordânia
A Jordânia é um país pequeno com recursos naturais bastante limitados, mas melhorou muito desde a sua independência. Seu PIB per capita cresceu 351% nos anos setenta. Mas este crescimento provou ser insustentável encolhendo para 30% nos anos oitenta. Recuperando-se um pouco nos anos noventa. A economia da Jordânia depende da exploração de fosfatos, carbonato de potássio, do turismo, da comercialização de fertilizante e de outros serviços. Estas são suas fontes principais do salário da moeda corrente. Na falta de florestas, reservas de carvão, energia hidrelétrica e de depósitos de petróleo comercialmente viáveis, a Jordânia aposta no gás natural para suprir internamente pelo menos parte de suas necessidades de energia. A Jordânia importa o petróleo do Iraque.